# Krzysztof Penderecki
Krzysztof Eugeniusz Penderecki (Dębica, 23 de noviembre de 1933-Cracovia, 29 de marzo de 2020) fue un compositor y director de orquesta polaco, conocido por su estilo compositivo, específicamente reconocible en sus obras atonales, algunas de ellas han sido utilizadas para famosas películas.

## Carrera

### Primeros años
Tras tomar clases privadas de composición con Franciszek Skolyszewski, Penderecki estudió música en Cracovia, y en la Academia de Música de Cracovia con Artur Malawski y Stanislaw Wiechowicz. Después de graduarse en 1958, tomó un puesto de enseñanza en la Academia.
Las primeras obras de Penderecki muestran la influencia de Igor Stravinski,  Anton Webern y Pierre Boulez. Su reconocimiento internacional decomenzó en 1959 en el Festival de Otoño de Varsovia con el estreno de sus obras Strophen, Salmos de David y Emanations. Pero la pieza que realmente concitaría  atención internacional hacia él fue el Treno a las víctimas de Hiroshima, escrita para 52 instrumentos de cuerda frotada. En ella Penderecki hace uso de técnicas instrumentales extendidas (por ejemplo, tocar en el lado «erróneo» del puente o tocar con el talón  del arco). Hay muchas texturas novedosas en la obra, que hace mucho uso de los clústers (notas adyacentes tocadas al mismo tiempo). La obra originalmente se tituló 8’ 37”, quizás como referencia a una obra de John Cage, pero cambió el título cuando su editor le pidió usar un nombre más descriptivo.

### La pasión según san Lucas
La Pasión según San Lucas (1963-1966). Varios estilos musicales pueden observarse en la obra. Las texturas experimentales, tales como se vieron en el Treno, están equilibradas con la forma barroca de la obra y el uso ocasional de una escritura armónica más tradicional.
Penderecki hace uso del serialismo y una de las series que usa contiene el motivo BACH, que actúa como un puente entre los elementos más convencionales y más experimentales. La sección del Stabat Mater hasta el final concluye en un acorde mayor de re mayor,  gesto repetido al final de la obra, que termina con un triunfante acorde de mi mayor. Estas son las únicas armonías tonales de la obra, y ambas resultan como una sorpresa para el oyente; el uso de tríadas tonales como éstas por parte de Penderecki permanece como un aspecto controvertido de la obra.

### De los años setenta hasta 2020
Cerca de mediados de los años setenta el estilo de Penderecki comenzó a cambiar. El Concierto para violín n.º 1 deja notablemente los densos clústers a los que estaba asociado el compositor, y en su lugar se concentra en dos intervalos melódicos: el semitono y el tritono. Algunos comentaristas fueron lejos al comparar esta nueva dirección con Anton Bruckner. A mediados de la década de 1970, Penderetsky se convirtió en profesor en la Escuela de Música de Yale.
Esta dirección continuó con la Sinfonía n.º 2 «Navidad» (1980), que hace mayor uso aún de recursos armónicos y melódicos del pasado, en un compositor que ha sido uno de los más experimentales en Europa. Hace uso frecuente de la melodía del villancico navideño, Noche de paz.
En 1980, Penderecki fue comisionado por Solidarność para componer una obra que acompañase la inauguración de una estatua en los muelles de Gdansk conmemorando aquellos que fueron asesinados en las protestas contra el gobierno en 1970. Penderecki respondió con Lacrymosa, que posteriormente ampliaría para convertirse en una de las obras más conocidas de su último periodo, el Réquiem polaco (1980-1984, revisado en 1993). Aquí otra vez las armonías son muy exuberantes, si bien hay momentos en que evoca sus obras tempranas de los años sesenta. La tendencia en los recientes años ha girado hacia un conservador romanticismo, sin embargo, como se puede ver en obras como el Concierto para chelo n.º 2 (dirigido en su estreno por Penderecki e interpretado por la Filarmónica de Berlín y el solista Mstislav Rostropóvich) y el Credo.
Es autor de una excelente banda sonora de la obra maestra de Wojciech Jerzy Has El manuscrito encontrado en Zaragoza (1964), una de las partituras para cine más innovadoras del siglo XX.
Además, algunas de las obras de Penderecki, no compuestas originariamente para la gran pantalla, han sido adaptados para la banda sonora de películas. Porciones del Concierto para chelo de 1971 han sido usadas tanto en El resplandor como en El exorcista.
Krzysztof Penderecki fue distinguido en 1987 con el Premio de la Fundación Wolf de las Artes y en 1992 le fue otorgado el Premio Grawemeyer de Composición por la obra Adagio para gran orquesta.
También fue galardonado con el Premio Príncipe de Asturias de las Artes en 2001 y con el Praemium Imperiale en 2004.
En 2006, Penderecki recibió un doctorado honorario de la Universidad de Münster (Alemania).
En 2016 visitó Argentina, donde brindó una charla para compositores y además dirigió a la Orquesta Sinfónica Nacional.

## Catálogo de obras
| Año       | Obra | Tipo de obra                 | Duración |
| --------- | --- | ---------------------------- | -------- |
| 1953      | Sonata para violín y piano n.º 1 | Música de cámara             | 09:00    |
| 1956      | Tres Miniaturas, para clarinete y piano | Música de cámara             | 03:00    |
| 1958      | Salmos de David, coro y percusión | Música coral                 | -        |
| 1958      | Epitaphium Artur Malawski in Memoriam para orquesta de cuerdas y kettle-drums | Música orquestal             | -        |
| 1959      | Strophen, para soprano, recitador y diez instrumentos | Música vocal (instrumentos)  | 08:00    |
| 1959      | Emanationen (Emanacje) para dos orquestas de cuerda | Música orquestal             | 08:00    |
| 1959      | Anaklasis, para cuerdas y percusión | Música orquestal             | 09:00    |
| 1959      | Tres miniaturas, para violín y piano en colaboración con Henryk Jarzynski | Música de cámara             | 10:00    |
| 1959-1961 | Dimensiones del tiempo y el silencio | Música vocal/coral           | 15:00    |
| 1959-1961 | Treno a las Víctimas de Hiroshima (Tren Ofiarom Hiroszimy)' para 52 instrumentos de cuerda, probablemente la obra más conocida de Penderecki | Música orquestal             | 08:00    |
| 1960      | Cuarteto de cuerda n.º 1 | Música de cámara             | 08:00    |
| 1960      | Música para la película Koncert wawelski (Les cloches de Cháteau de Wawee) | Música de película           | -        |
| 1961      | Polymorphia, para 48 instrumentos de cuerda, usada en la banda sonora de El resplandor y El Exorcista | Música orquestal             | 10:00    |
| 1960-1961 | Fonogrammi, para flauta y orquesta de cámara | Música orquestal             | 07:00    |
| 1961      | Música para la película Basyliszek | Música de película           | -        |
| 1961      | Música para la película Seyzeryk (Monsieur Canif) | Música de película           | -        |
| 1961      | Psalmus, para cinta | Música de cinta              | 05:00    |
| 1961-1962 | Fluorescencias (Fluorescencje) para orquesta | Música orquestal             | 16:00    |
| 1962      | Stabat Mater (de La pasión según san Lucas), para 3 coros de hombres a capela | Música coral (capella)       | 08:00    |
| 1962      | Canon, para dos orquesta de cuerdas y 2 cintas | Música orquestal             | 10:00    |
| 1962-1964 | Tres Piezas en Estilo Antiguo [Drei Stücke im alten Stil] (de la música para la película El manuscrito encontrado en Zaragoza | Música orquestal             | 06:00    |
| 1963      | Brigade of Death (Brygada smierei), para cinta y recitador | Música vocal (instrumentos)  | 16:00    |
| 1962-1964 | Two Choruses [de La pasión según san Lucas]. | Música coral                 | -        |
| 1964      | Sonata para violonchelo y orquesta | Música orquestal             | 10:00    |
| 1964      | Cantata in honorem Almae Matris Universitatis Iagellonicae sescentos abhinc annos fundatae, für zwei gemischte Chöre und Orchester (cantata en honor al alma mater de la Universidad Jagellónica a seiscientos años de su fundación, para dos coros mixtos y orquesta | Música coral (orquesta)      | 04:00    |
| 1961      | Música para la obra escénica Kemu bife dzwen (For whorn the bell toil) | Música de película           | -        |
| 1961      | Música para la película Malerze gdansey (Los pintores de Gdansk) | Música de película           | -        |
| 1964-1965 | Capriccio, para oboe y once cuerdas | Música instrumental          | 07:00    |
| 1963-1965 | La pasión según san Lucas, para voces solistas, coro y orquesta | Música coral (orquesta)      | :00      |
| 1965      | Miserere, de La pasión según san Lucas», para coro de niños ad líbitum y tres coros de hombres a cappella | Música coral (capella)       | 04:00    |
| 1965      | Pulverem Mortis, de La pasión según san Lucas, para tres coros de hombres a cappella | Música coral (capella)       | 06:00    |
| 1965      | Música para la película Slodkie rytmy (Doux rhythmes) | Música de película           | -        |
| 1967      | Dies Írae. Oratorium zum Gedächtnis der Opfer von Auschwitz, (solistas, coro y orquesta) | Música coral (orquesta)      | 22:00    |
| 1966      | De Natura Sonoris I, para orquesta [usada en la banda sonora de El resplandor de Stanley Kubrick] | Música orquestal             | 08:00    |
| 1966-1967 | Concierto para chelo n.º 1 (rev. 1971-1972) | Música orquestal (concierto) | 20:00    |
| 1967      | Pittsburgh Overture, para banda de vientos | Música orquestal             | 12:00    |
| 1967      | Capriccio, para violín y orquesta | Música orquestal (concierto) | 10:00    |
| 1968      | Misa rusa | -                            | -        |
| 1968      | Capriccio per Siegfried Palm, para chelo solo | Música instrumental          | 06:00    |
| 1968      | Cuarteto de cuerda n.º 2 | Música de cámara             | 08:00    |
| 1968-1969 | Die Teufel von Loudun (Los demonios de Loudun), basado en el libro de no-ficción de Aldous Huxley sobre el mismo tema. | Ópera                        | 110:00   |
| 1969-1971 | Utrenja (oración matutina) The Entombment of Christ, para voces solistas, coro y orquesta (incluida en la banda de sonido de la película El resplandor de Stanley Kubrick)                                                                                            | Música coral (orquesta)      | 50:00    |
| 1970      | Kosmogonía, para voces solistas, coro y orquesta | Música coral (orquesta)      | :00      |
| 1970-1973 | Cánticum Canticorum Salomonis, para coro y orquesta | Música coral (orquesta)      | 17:00    |
| 1971      | De Natura Sonoris II, para orquesta (usada en la banda sonora de la película El resplandor de Stanley Kubrick) | Música orquestal             | 10:00    |
| 1971      | Prélude, para vientos, percusión y contrabajos | Música orquestal             | 08:00    |
| 1971      | Actions, para orquesta de jazz | Música orquestal             | 17:00    |
| 1971      | Partita, para clavicémbalo, guitarra eléctrica, guitarra baja, arpa, contrabajo y orquesta (revisado en 1991) | Música orquestal             | 19:00    |
| 1972      | Ekechejria - Musik für die Olympischen Spiele 1972, para cinta | Música de cinta              | 04:00    |
| 1972      | Écloga VIII («Bucólica» de Vergili), para coro a capela | Música coral (capella)       | 15:00    |
| 1972-1973 | Sinfonía n.º 1. | Música orquestal (sinfonía)  | 30:00    |
| 1973      | Intermezzo, para 24 cuerdas | Música orquestal             | 07:00    |
| 1973-1974 | Magníficat, para voces solistas, coro y orquesta. | Música coral (orquesta)      | 40:00    |
| 1974      | El sueño de Jacob, para orquesta | Música orquestal             | 08:00    |
| 1976-1977 | Concierto para violín (revisado en 1987) | Música orquestal (concierto) | 40:00    |
| 1978      | El paraíso perdido. Sacra Rappresentazione, basado en el poema épico de John Milton | Ópera                        | 180:00   |
| 1979      | Vorspiel, Visionen und Finale de la ópera Paradise Lost (de Milton), para seis solistas, gran coro mixto y orquesta | Música coral (orquesta)      | 40:00    |
| 1979      | Adagietto del Paraíso perdido de Milton | Música orquestal             | 05:00    |
| 1979-1980 | Te Deum, para voces solistas, coro y orquesta. | Música coral (orquesta)      | 35:00    |
| 1979-1980 | Sinfonía n.º 2, «Navidad» (Christmas Symphony). | Música orquestal (sinfonía)  | 36:00    |
| 1980      | Capriccio para tuba sola | Música instrumental          | 06:00    |
| 1980      | Lacrimosa (luego incluido en el Réquiem polaco), para soprano, coros y orquesta | Música coral (orquesta)      | 06:00    |
| 1980-1984 | Réquiem polaco (revisado en 1993) | Música vocal/coral           | 105:00   |
| 1982      | Concierto para chelo n.º 2 | Música orquestal (concierto) | 35:00    |
| 1983-1984 | Concierto para viola (también versión para clarinete, versión para chelo y versión con orquesta de cámara) | Música orquestal (concierto) | 22:00    |
| 1984-1986 | Cadenza, para viola sola (dedicada al viola ruso Grigori Schislin) | Música instrumental          | 08:00    |
| 1984-1986 | Die schwarze Maske (La máscara negra) | Ópera                        | 100:00   |
| 1985-1986 | Per Slava, para violonchelo solo | Música instrumental          | 06:00    |
| 1986      | Ize cheruvimi (Canción del querubín), dedicada a Rostropovich, para coro mixto a cappella | Música coral (capella)       | 08:00    |
| 1987      | Veni Creator, para coro mixto a capela (compuesto para la Universidad de Madrid) | Música coral (capella)       | 08:00    |
| 1987      | Prelude, para clarinete solo | Música instrumental          | 02:00    |
| 1988      | Der unterbrochene Gedanke, para cuarteto de cuerda | Música de cámara             | 03:00    |
| 1988      | Dos escenas y final, de la ópera Die schwarze Maske (La máscara negra), para soprano, mezzosoprano, coro mixto y orquesta | Música coral (orquesta)      | 30:00    |
| 1988-1995 | Sinfonía n.º 3. | Música orquestal (sinfonía)  | 50:00    |
| 1989      | Sinfonía n.º 4, «Adagio» | Música orquestal (sinfonía)  | 33:00    |
| 1990-1991 | Trío de cuerda | Música de cámara             | 12:00    |
| 1990-1993 | Ubu Rex | Ópera                        | 120:00   |
| 1991-1992 | Sinfonía n.º 5, «Coreana». | Música orquestal (sinfonía)  | 35:00    |
| 1992      | Sinfonietta, para orquesta de cuerda (arreglo del Trío de cuerda) | Música orquestal             | 12:00    |
| 1992-1995 | Concierto para violín n.º 2 «Metamorphosen» (1992-1995) | Música orquestal (concierto) | 35:00    |
| 1992      | Concierto para flauta y orquesta de cámara (dedicado a Jean Pierre Rampal). | Música orquestal (concierto) | 25:00    |
| 1992      | Benedicamus Dómino, para coro masculino de cinco voces | Música coral (capella)       | 03:00    |
| 1992-1993 | Benedictus, para coro mixto | Música coral (capella)       | 10:00    |
| 1993      | Cuarteto con clarinete | Música de cámara             | 20:00    |
| 1994      | Sinfonietta n.º 2, para clarinete y cuerdas (arreglo del Cuarteto para clarinete) | Música orquestal             | 20:00    |
| 1994      | Sanctus, del Polnischen Réquiem, para contrarlto y tenor solo, coro mixto y orquesta | Música coral (orquesta)      | 15:00    |
| 1994      | Música para Ubu Rex, para orquesta, dedicada a Henning Brauel | Música orquestal             | 25:00    |
| 1994      | Divertimento, para chelo solo | Música solista (violonchelo) | -        |
| 1994      | Entrata, para pequeña banda de vientos | Música orquestal             | 04:00    |
| 1995      | Suite Burlesca, de Ubu Rex, para gran banda de vientos | Música orquestal             | 16:00    |
| 1995      | Adagio, para orquesta (de la Sinfonía n.º 3). | Música orquestal             | 14:00    |
| 1995      | Agnus Dei (del Réquiem de la Reconciliación), para cuatro solos, coro mixto y orquesta | Música coral (orquesta)      | 05:00    |
| 1996      | De Profundis, salmo 129, 1-3, de la sinfonía n.º 7 «Las siete puertas de Jerusalén», para tres coros mixtos a cappella | Música coral (orquesta)      | 08:00    |
| 1996-1997 | Serenade, para orquesta de cuerda. | Música orquestal             | 10:00    |
| 1996      | Sinfonía n.º 7, «Seven Gates of Jerusalem (Las siete puertas de Jerusalén)», para cinco solistas, recitador, tres coros mixtos y orquesta | Música coral (orquesta)      | 68:00    |
| 1997      | Hymne an den heiligen Daniel (himno a san Daniel), Slawa swjatamu dlinnju knazju moskowskamu, para coro mixto y orquesta | Música coral (orquesta)      | 14:00    |
| 1997      | Hymne an den heiligen Adalbert (himno a san Adalberto), para coro mixto y orquesta | Música coral (orquesta)      | 05:00    |
| 1997-1998 | Credo, para cinco solistas vocales, coro y orquesta | Música coral (orquesta)      | 60:00    |
| 1998      | Luzerner Fanfare (fanfarria de Lucerna), para ocho trompetas y percusión | Música orquestal             | 06:00    |
| 1999      | Sonata para violín n.º 2 | Música de cámara             | 35:00    |
| 2000      | Música para alto, flauta, marimba y cuerdas | Música orquestal             | 13:00    |
| 2000      | Sexteto, para clarinete, trompa, violín, viola, chelo y piano | Música de cámara             | 35:00    |
| 2000-2001 | Concerto Grosso, para tres violonchelos y orquesta | Música orquestal (concierto) | 35:00    |
| 2000-2003 | Largo para chelo y orquesta (2003) | Música orquestal             | :00      |
| 2001-2002 | Concierto para piano, «Resurrección». | Música orquestal (concierto) | 30:00    |
| 2002      | Benedictus | Música vocal/coral           | 10:00    |
| 2003      | Fanfarria Real | Música orquestal             | 05:00    |
| 2004      | Concerto grosso n.º 2, para cinco clarinetes y orquesta. | Música orquestal (concierto) |          |
| 2004/05   | Sinfonía n.º 8, «Lieder der Vergänglichkeit». | Música orquestal (sinfonía)  |          |
| 2008      | Concierto para trompa, «Winterreise». | Música orquestal (concierto) |          |
| 2009      | O Gloriosa Virginum , Dedicada al maestro José Antonio Abreu, para coro mixto a capela. | Música coral (capella)       | 3:00     |
| 2019      | Aria, Ciaccona & Vivace (Primera composición para piano solo), Estreno mundial: 22 de marzo de 2019, Pianista Anna-Maria Maak | Música instrumental (piano)  | 15:00    |